# Fundacja Sławek
Fundacja Sławek (obecnie Manufaktura Społeczna) – fundacja posiadająca status Organizacji Pożytku Publicznego powstała w 1998 r., której celem jest pomoc osobom wykluczonym społecznie w drodze od wykluczenia do samodzielności. Fundacja wspiera rodziny zmagające się z ubóstwem, osoby długotrwale bezrobotne, dzieci i osoby dorosłe z niepełnosprawnościami, ofiary przestępstw, osoby doświadczające przemocy, osoby zmagające się z uzależnieniem, bezdomnością, matki samotnie wychowujące dzieci, młodzież zagrożoną wykluczeniem społecznym, młodzież z pieczy zastępczej i schronisk dla nieletnich, zakładów poprawczych i młodzieżowych ośrodków wychowawczych. 

## Projekty
- Program KOMPAS - (2016 - obecnie) - kompleksowy program aktywizacji społecznej i zawodowej osób wykluczonych społecznie - program w okresie 2017 - 2018 objął wsparciem 207 osób - wskaźnik zatrudnienia wyniósł 32%. Program finansowany ze środków pochodzących od darczyńców indywidualnych, dotacji firm oraz projektów finansowanych z konkursów krajowych i dotacji Unii Europejskiej.
- Program "Włącz się" - (2015 - obecnie) - program skupiający się na nawiązywaniu trwałej współpracy z pracodawcami w celu aktywizacji zawodowej i zatrudnienia beneficjentów Fundacji Sławek. Realizowany w partnerstwie z Fundacją Integracja, Stowarzyszeniem "SPOZA", Fundacją "Otwarte Drzwi" i Fundacją "Aktywizacja". Finansowany ze środków La Caixa Fundacion. Średni wskaźnik zatrudnienia w programie Włącz Się wynosi 47%. Obecnie organizacje pracują nad stworzeniem sieci przyznającej pracodawcom tytuł "Biznes Społecznie Odpowiedzialny"
- Projekt "Aktywna Integracja Mieszkańców Mazowsza" - (2018 - 2020) - Celem projektu jest przeszkolenie zawodowe i aktywizacja społeczna 88 osób z woj. mazowieckiego zagrożonych wykluczeniem społecznym. Współfinansowany ze środków Unii Europejskiej w ramach Europejskiego Funduszu Społecznego
- Projekt "Integracja w Stronę Zatrudnienia" - (2018 - obecnie) - Celem projektu jest przeszkolenie zawodowe i aktywizacja społeczna rodzin - 110 osób z woj. mazowieckiego zagrożonych wykluczeniem społecznym. Współfinansowany ze środków Unii Europejskiej w ramach Europejskiego Funduszu Społecznego
- Program "Poczytaj Mi" ( 2006 - obecnie ) - program ma na celu wzmocnienie więzi rodzinnych pomiędzy rodzicami przebywającymi w więzieniu a ich dziećmi. Polega przeczytaniu i nagraniu bajki przez rodzica, obróbce technicznej przez wolontariuszy i wysłaniu do dzieci tęskniących za swoimi rodzicami. Często okazuje się, że rodzice Ci pierwszy raz odważyli się powiedzieć swoim dzieciom słowa "Kocham Cię" lub "tęsknię za Tobą". Finansowany ze środków pochodzących od darczyńców indywidualnych, darowizn od firm i z grantów. Od początku realizacji nagrano i wysłano do dzieci ponad 900 bajek.
- Projekt "Czytam Dotykiem" - (2017 - obecnie) - projekt polega na wytwarzaniu ręcznie wykonanych książek dotykowych dla dzieci niewidomych i słabowidzących do lat 6-ciu. Książki wykonują więźniowie odbywający wieloletnie wyroki więzienia. Książki są następnie przekazywane do Specjalnych Ośrodków Szkolno-Wychowawczych dla Dzieci Niewidomych i Słabowidzących. Projekt finansowany ze środków pochodzących od darczyńców indywidualnych i firm.
- "Projekt "Uwolnieni" - (2018 - obecnie) realizowany dzięki wsparciu Ministerstwa Sprawiedliwości projekt ma na celu podjęcie działań profilaktycznych wśród młodzieży zagrożonej przestępczością oraz wśród rodzin doświadczających przemocy poprzez szeroką dystrybucję świadectw osób, które potrafiły wyrwać się z kręgu przestępczości i przemocy
- "Społecznik" – Centrum Aktywności Społecznej przy ul. Andersa 29 w Warszawie. Główna działalność "Społecznika" to promocja i wspieranie inicjatyw obywatelskich i programów pomocowych poprzez udostępnianie sal i obsługę spotkań m.in. w zakresie: warsztatów, treningów, zajęć terapeutycznych, wsparcia specjalistycznego, debat społecznych, dyskusji kulturalnych czy promocji książek.
- "Goji Land" - przedsiębiorstwo ekonomii społecznej - pierwsza w Polsce plantacja świeżych jagód Goji. Obecnie w I etapie realizacji. Goji Land został utworzony w 2017 roku przy ośrodku "Przystań" z dwóch powodów: aby dać zatrudnienie jego mieszkańcom - osobom długotrwale bezrobotnym, zmagającym się z uzależnieniami, bezdomnością czy długim pobytem w więzieniu oraz aby zapewnić dywersyfikację przychodów i niezależność finansową organizacji w dłuższej perspektywie. www.gojiland.org

Fundacja prowadzi też akcje i działania cykliczne takie jak Festiwal Sztuki Więziennej, co roku też organizuje Pielgrzymkę na Jasną Górę i spotkania świąteczne w więzieniach i Zakładach Karnych dla dzieci i rodzin osób osadzonych.